# Lijst van voetbalinterlands Bolivia - Dominicaanse Republiek (vrouwen)
Deze lijst van voetbalinterlands is een overzicht van alle officiële voetbalinterlands tussen de nationale vrouwenteams van Bolivia en de Dominicaanse Republiek. De landen hebben tot nu toe twee keer tegen elkaar gespeeld.

## Wedstrijden
| № | Plaats                     | Datum           | Competitie        | Wedstrijd                        | Uitslag |
| - | -------------------------- | --------------- | ----------------- | -------------------------------- | ------- |
| 1 | Santiago de los Caballeros | 22 oktober 2021 | Vriendschappelijk | Dominicaanse Republiek − Bolivia | 3 − 0   |
| 2 | Santo Domingo              | 25 oktober 2021 | Vriendschappelijk | Dominicaanse Republiek − Bolivia | 1 − 1   |

## Samenvatting
| Competitie        | Totaal gespeeld | Winst Bolivia | Gelijk | Winst Dominicaanse Republiek | Doelsaldo Bolivia – Dominicaanse Republiek |
| ----------------- | --------------- | ------------- | ------ | ---------------------------- | ------------------------------------------ |
| Vriendschappelijk | 2               | 0             | 1      | 1                            | 1 − 4                                      |
| Totaal            | 2               | 0             | 1      | 1                            | 1 − 4                                      |

FBF · A-internationals · Boliviaans mannenelftal
1995 – 2009 · 2010 – 2019 · 2020 – 2029
Argentinië ·
Brazilië ·
Chili ·
Colombia ·
Costa Rica ·
Dominicaanse Republiek ·
Ecuador ·
El Salvador ·
Jamaica ·
Paraguay ·
Peru ·
Uruguay ·
Venezuela